# Johanna Persson
Johanna Sofia Elisabeth Persson (Danderyd, 25 de diciembre de 1978) es una deportista sueca que compitió en bádminton, en las modalidades de dobles y dobles mixto.
Ganó tres medallas de bronce en el Campeonato Europeo de Bádminton entre los años 2004 y 2008. Participó en los Juegos Olímpicos de Atenas 2004, ocupando el quinto lugar en la prueba de dobles mixto.

## Palmarés internacional
| Campeonato Europeo | Campeonato Europeo       | Campeonato Europeo | Campeonato Europeo |
| Año                | Lugar                    | Medalla            | Prueba             |
| ------------------ | ------------------------ | ------------------ | ------------------ |
| 2004               | Ginebra (Suiza)          | Medalla de bronce  | Dobles mixto       |
| 2006               | Den Bosch (Países Bajos) | Medalla de bronce  | Dobles             |
| 2008               | Herning (Dinamarca)      | Medalla de bronce  | Dobles             |